# فرهنگ املایی خط فارسی
فرهنگ املایی خط فارسی: بر اساس دستور خط فارسی مصوب فرهنگستان زبان و ادب فارسی کتابی از علی‌اشرف صادقی و زهرا زندی مقدم است که در آن، فهرستِ بیش از سی هزار واژه بر پایهٔ دستور خط فارسی آمده‌است. این کتاب در وب‌سایت فرهنگستان به رایگان در دسترس است.

## سیریلیک
بر پایهٔ این کتاب، فرهنگ املایی خط فارسی به خط سیریلیک تاجیکی به کوشش حسن قریبی منتشر شده است.